# Smira
Smirë en albanais et Smira en serbe latin (en serbe cyrillique : Смира) est une localité du Kosovo située dans la commune/municipalité de Viti/Vitina, district de Gjilan/Gnjilane (Kosovo) ou district de Kosovo-Pomoravlje (Serbie). Selon le recensement kosovar de 2011, elle compte 3 872 habitants.

## Démographie

### Évolution historique de la population dans la localité
| 1948  | 1953  | 1961  | 1971  | 1981  | 1991  | 2011  |
| ----- | ----- | ----- | ----- | ----- | ----- | ----- |
| 1 249 | 1 429 | 1 515 | 1 895 | 2 410 | 2 910 | 3 872 |

|  |

### Répartition de la population par nationalités (2011)
En 2011, les Albanais représentaient 99,85 % de la population.